# Culinária do Irã

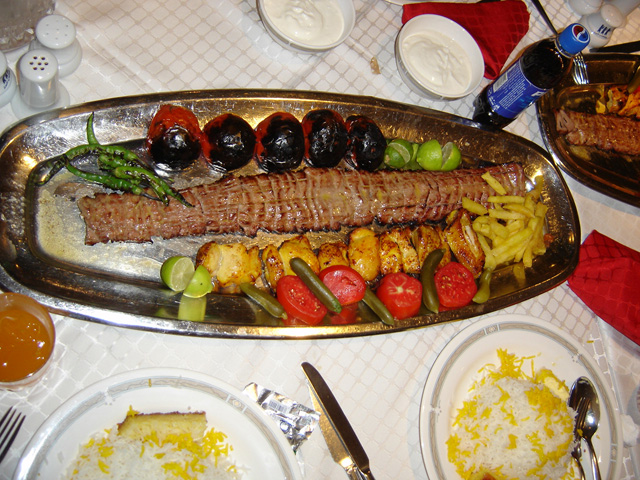
O único Kebab Persa servido com dois tipos de arroz: o plano e o amarelo denominado tah-chin.

A Culinária do Irã pode-se considerar uma mistura diversa de características e estilos culinários provenientes de todas e cada uma de suas províncias e regiões. Muito apreciado na gastronomia desse país é o caviar, conhecido internacionalmente.

## Ingredientes
Na cozinha iraniana sempre há pão (existem diversos tipos), verduras frescas e água. O arroz é um elemento imprescindível nos pratos, assim como o sal comum, a pimenta e o sumagre (uma especiaria suave). O mais usual é que se sirva toda a comida de uma só vez, sem uma ordem pré-estabelecida, mas é costume comer primeiro os pratos mais fortes e depois os mais leves.

### Especiarias
A cozinha iraniana contém várias e diferentes receitas muito sofisticadas que empregam ervas tais como a hortelã, o coentro e outras. A especiaria mais conhecida no Irã é o sumagre, que costuma ser um acompanhante da maioria dos pratos iranianos.

## Pratos

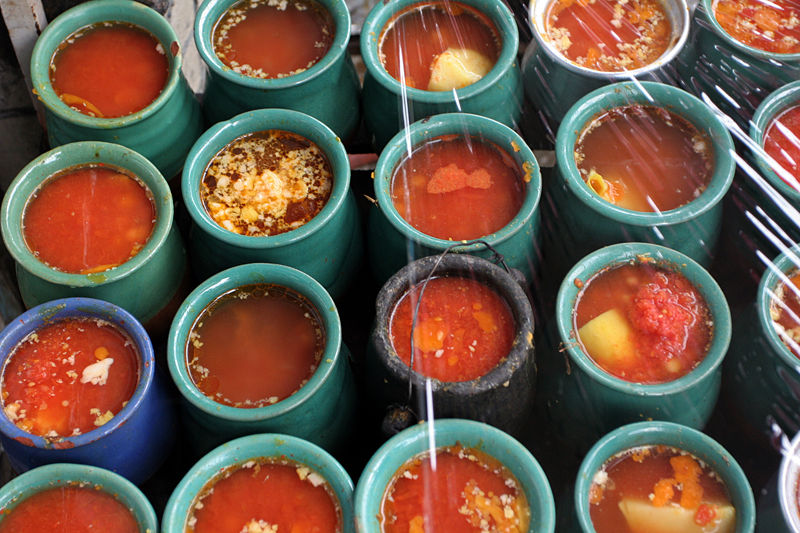
Dizí nas suas tigelas.

Na cozinha persa preparam-se muitas sopas, que podem conter lentilhas, macarrões, iogurte, frutos secos e outros ingredientes. O abgusht (caldo de carne, em persa آبگوشت) é um guisado de carne de borrego, grão-de-bico, feijão branco, batata, tomate e vários temperos. É normalmente servido em tigelas de barro chamadas dizí, como a piti típica do Azerbaijão, por vezes acompanhada por um pilão para esmagar os vegetais. As distintas regiões do Irã têm suas particulares maneiras de preparará-lo e desta forma pode-se encontrar com feijões, berinjelas, com rins de cordeiro fritos no azeite ou com outros ingredientes.
O ash é uma sopa, componente básico da dieta persa, de simples realização e muito saborosa, que se pode preparar de diferentes maneiras dependendo da região onde se degusta.
O prato mais conhecido no ocidente é o kebab que normalmente se elabora com carne de cordeiro, embora existem variedades como o chelow kabab que é o mesmo kebab mas acompanhado de arroz, e o "kebab-e morgh" com frango assado. Na zona do Mar Cáspio pode-se comer kebab de esturjão e no Tabriz há uma variante de kebab denominada shishlik farsi (ou em azeri "pizola")) que consiste em um espeto no que se desfiam costelas de lechal (borrego preparado antes do desmame) e se acompanha de tomates e pimentões verdes, às vezes muito picantes. Em outras partes do país o acompanhante do kebab costuma ser o arroz, o tomate assado, a cenoura ralada ou a beterraba, junto ao pão que costuma ser servido com cebolas cruas.

### Acompanhamentos
Existem certos acompanhamentos aos pratos iranianos (mokhalafat) que dependendo da região são essenciais no almoço (nahar) e no jantar (shahm). Estes pratos incluem ervas frescas denominadas sabzi (uma mistura de manjericão, coentro, estragão e agrião), assim como uma variedade de pães, denominados noon (as variedades são: sangak, lavash, barbari), queijo denominado panir muito similar ao feta, pepininhos, tomates e cebolas, iogurte e suco de limão.
Os picles são feitos em vinagre, na zona do Mar Cáspio é muito empregado o sir composto de alhos no molho de vinagre. Muito frequente é o torshi jiarshur (pepininhos no molho de vinagre). O iogurte no farsi mast forma parte de todo menu diário, que é preparado em salada, com alho, hortelã e se mistura com fruta fresca, no qual acrescenta mel; este prato pode-se comer de sobremesa assim como entre-pratos ou como pratos extras.
O chá (chai) se serve na hora do café-da-manhã e imediatamente antes e depois de cada almoço e janta. O chá costuma-se tomar nas Chaijane (casa de chá)). No século XIX eram um lugar de encontro de artistas que acabavam pintando as paredes com motivos mitológicos. Na atualidade são lugares com sua própria personalidade.

### Pães
O pão (denominado nan ou nun) costuma-se preparar de quatro formas distintas: 
- O barbari elaborado com farinha de trigo é como a base de uma pizza delgada de uns 40 a 60 cm de diâmetro e é típico das zonas azaris (influência claramente da turca).
- O sangak é parecido com o anterior, mas fabricado com farinha integral e tem algo de espesso (meio centímetro) e possui alguns orifícios, este tipo de pão é o mais popular do país.
- O lavash, elaborado com farinha branca; é de textura muito fina e serve-se dobrado sobre um prato com um guardanapo.
- O taftun é fino como o lavash mas de grande tamanho, elaborado a partir de farinha de trigo. Este tipo de pão costuma-se cozinhar pegando-o às paredes do forno.

### Sobremesas
Os doces típicos do Irã incluem gelados, chamados “bastani” e sorvetes, como o “faludeh”, feito com um tipo de aletria servida em água-de-rosas, embora os principais sejam biscoitos ou outros bolinhos, chamados “shirini”. Outros tipos de doces, normalmente mais próximos dos que são consumidos em países vizinhos, são halva, sohan, gaz (nogá iraniano) e sholed-zard. Bagh-lava é também uma versão iraniana do baklava, mas mais em forma de pastelinhos abertos. São muito desejados e possuem muita fama os doces de Qom e Yazd.

## Comida cerimonial -Gahambars
Como na maior parte das culturas, os zoroastrianos têm os seus festivais, onde se servem comidas especiais. Na Índia, estes festivais têm os nomes “Gahambar” ou “Ghambar” e no Irão, “Gahanbar” or “Gaahanbaar”. Uma característica destas festas é a preparação e consumo comunal de comidas específicas, como é o caso do kuku e o ash; para além das comidas cozinhadas, as “comidas secas” incluindo frutas e nozes, são também comuns e muitas vezes preparadas especialmente para distribuir por pessoas pobres.

## Fonte inicial
- Este artigo foi inicialmente traduzido, total ou parcialmente, do artigo da Wikipédia em castelhano cujo título é «Gastronomía de Irán», especificamente desta versão.